# Francis Caillet
Pour les articles homonymes, voir Caillet.
Francis Caillet, né le 5 mai 1910 à Franchesse (Allier) et mort le 2 novembre 1962 à Suresnes (Hauts-de-Seine), est un homme politique français.

## Biographie
Ouvrier pâtissier, il est mobilisé au début de la seconde guerre mondiale et fait prisonnier en Allemagne. Libéré en 1943, comme pupille de la nation, il s'engage dans la résistance.
Gaulliste, il adhère au Rassemblement du peuple français et en devient le délégué à l'action ouvrière pour la région parisienne.
En 1951, il est candidat en troisième position dans la Seine, sur la liste menée par Edmond Barrachin, et est élu député.
A l'assemblée, il s'intéresse essentiellement aux questions économiques et sociales, notamment les pensions de retraite, le temps de travail, au salaire minimum. Il est aussi un partisan convaincu de l'association capital-travail.
Après la mise en sommeil du RPF, il rejoint le groupe de l'UDSR.
Sa santé déclinant, il décide de ne pas se représenter en 1956, et abandonne la vie politique. Il meurt prématurément, à l'âge de cinquante-et-un an.

## Sources
Biographie sur le site de l'assemblée nationale